# 4-ジホスホシチジル-2-C-メチルエリトリトール
4-ジホスホシチジル-2-C-メチルエリトリトール（4-Diphosphocytidyl-2-C-methylerythritol、CDP-ME）は、非メバロン酸経路の中間生成物の一つ。4-ジホスホシチジル-2-C-メチル-D-エリトリトールシンターゼによって2-C-メチルエリトリトール-4-リン酸から合成される。